# 4739 Tomahrens
4739 Tomahrens è un asteroide della fascia principale. Scoperto nel 1985, presenta un'orbita caratterizzata da un semiasse maggiore pari a 2,7405325 UA e da un'eccentricità di 0,0655167, inclinata di 1,74728° rispetto all'eclittica.